# Municipio de Upper Yoder
El municipio de Upper Yoder (en inglés: Upper Yoder Township) es un municipio ubicado en el condado de Cambria en el estado estadounidense de Pensilvania. En el año 2000 tenía una población de 5.862 habitantes y una densidad poblacional de 190.6 personas por km².

## Geografía
El municipio de Upper Yoder se encuentra ubicado en las coordenadas 40°18′29″N 78°57′38″O / 40.30806, -78.96056.

## Demografía
Según la Oficina del Censo en 2000 los ingresos medios por hogar en la localidad eran de $41,504 y los ingresos medios por familia eran $51,415. Los hombres tenían unos ingresos medios de $31,344 frente a los $27,468 para las mujeres. La renta per cápita para la localidad era de $20,053. Alrededor del 7,3% de la población estaban por debajo del umbral de pobreza.